# Limicolana dinjerra
Limicolana dinjerra är en kräftdjursart som beskrevs av Bruce1986. Limicolana dinjerra ingår i släktet Limicolana och familjen Cirolanidae. Inga underarter finns listade i Catalogue of Life.